# Маттеус ван Беверен
Маттеус ван Беверен (англ. Mattheus van Beveren 1630, Антверпен — 1696, Брюссель) — південнонідерландський скульптор другої половини 17 століття.

## Неповні біографічні свідчення
Народився 1630 року. Відомостей про життя і творчість скульптора збережено мало. За припущеннями він опановував художнє ремесло у скульптора Пітера Вербрюггена молодшого (Pieter Verbrugghen I 1615-1686).
Після сплати вхідного мита його приєднали до гільдії св. Луки не пізніше 1650 року. 
Скульптор мав власну майстерню, працював по замовом релігійних громад, обробляв деревину, теракоту, камінь, мармур. Серед матеріалів, з котрими він працював, був і такий екзотичний і привабливий для місцевих майстрів і спожиачів скульптури, як слонова кістка.
Другою специфічної галуззю його робіт було виготовлення матриць для штампування монет і пам'ятних медалей для монетного двору.

## Обрані твори (галерея)

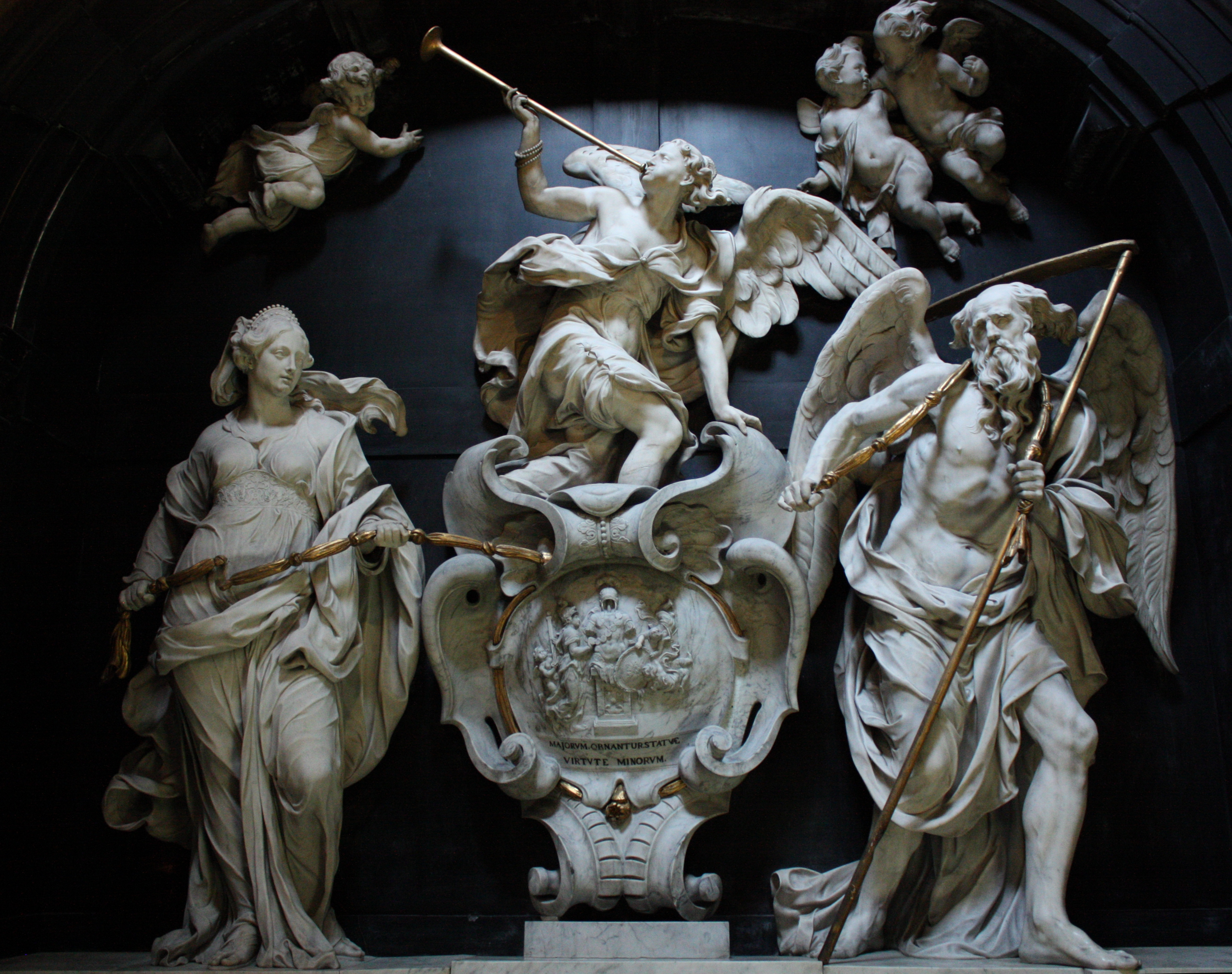
Ск. Жером Дюкенуа молодший та Маттеус ван Беверен. Барокова група, ц-ва Нотр-Дам дю Саблон, Брюссель.

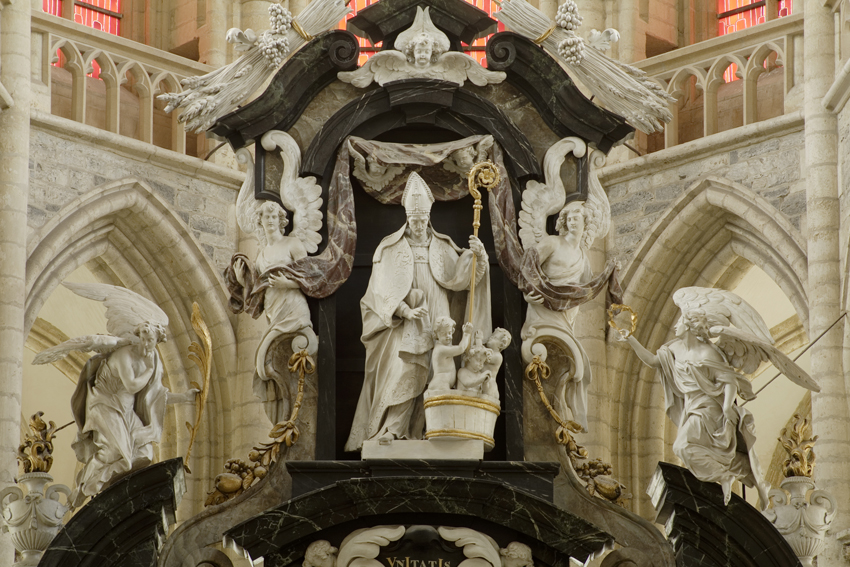
Маттеус ван Беверен. Св. Миколай з Барі, діти і янголи, церква св. Миколая, Гент.
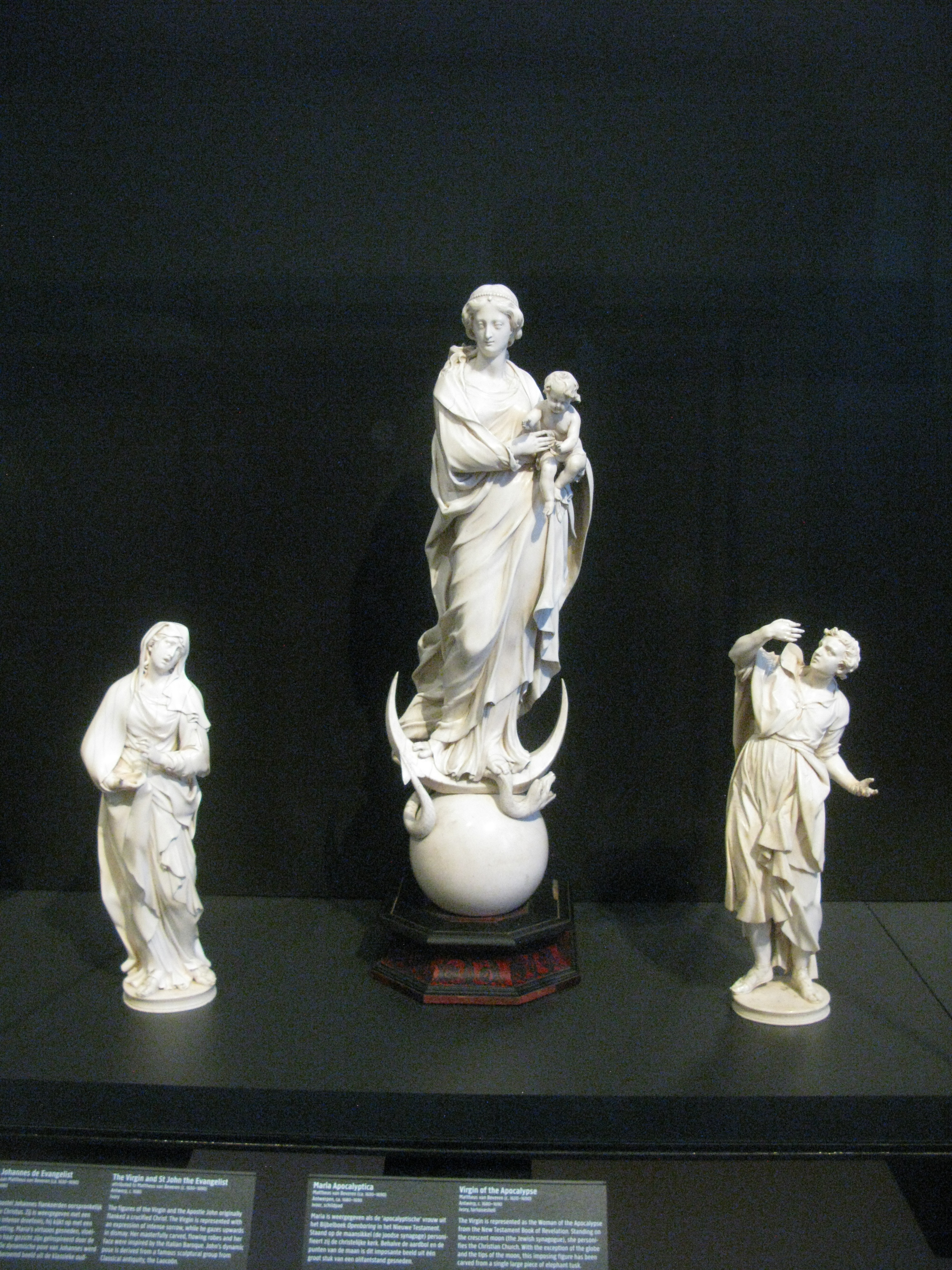
Маттеус ван Беверен. Релігійні скульптури зі слонової кістки, Державний музей (Амстердам)
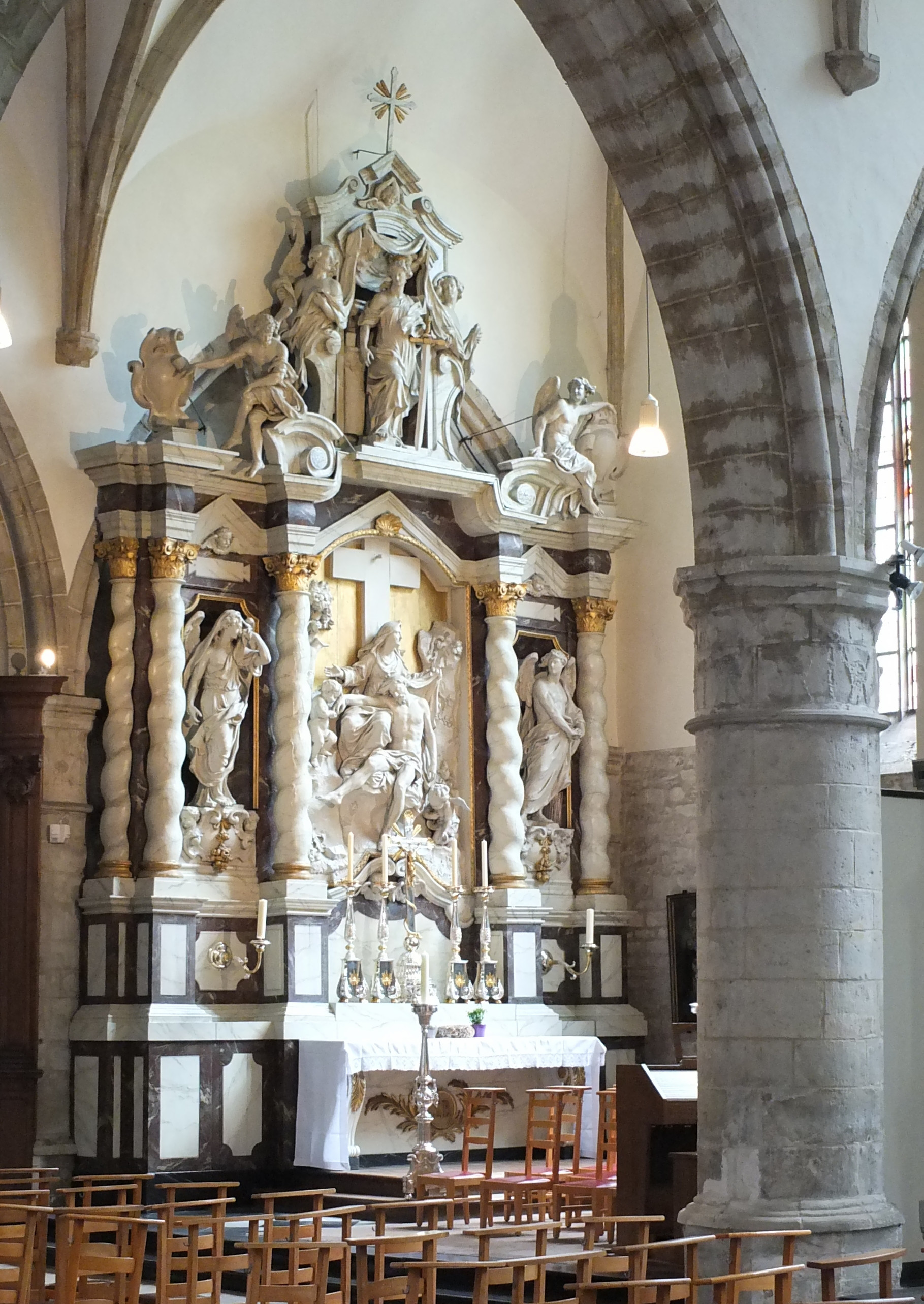
Маттеус ван Беверен. Скульптури вівтаря в церкві Богородиці, місто Дендермоде.